# Uvala

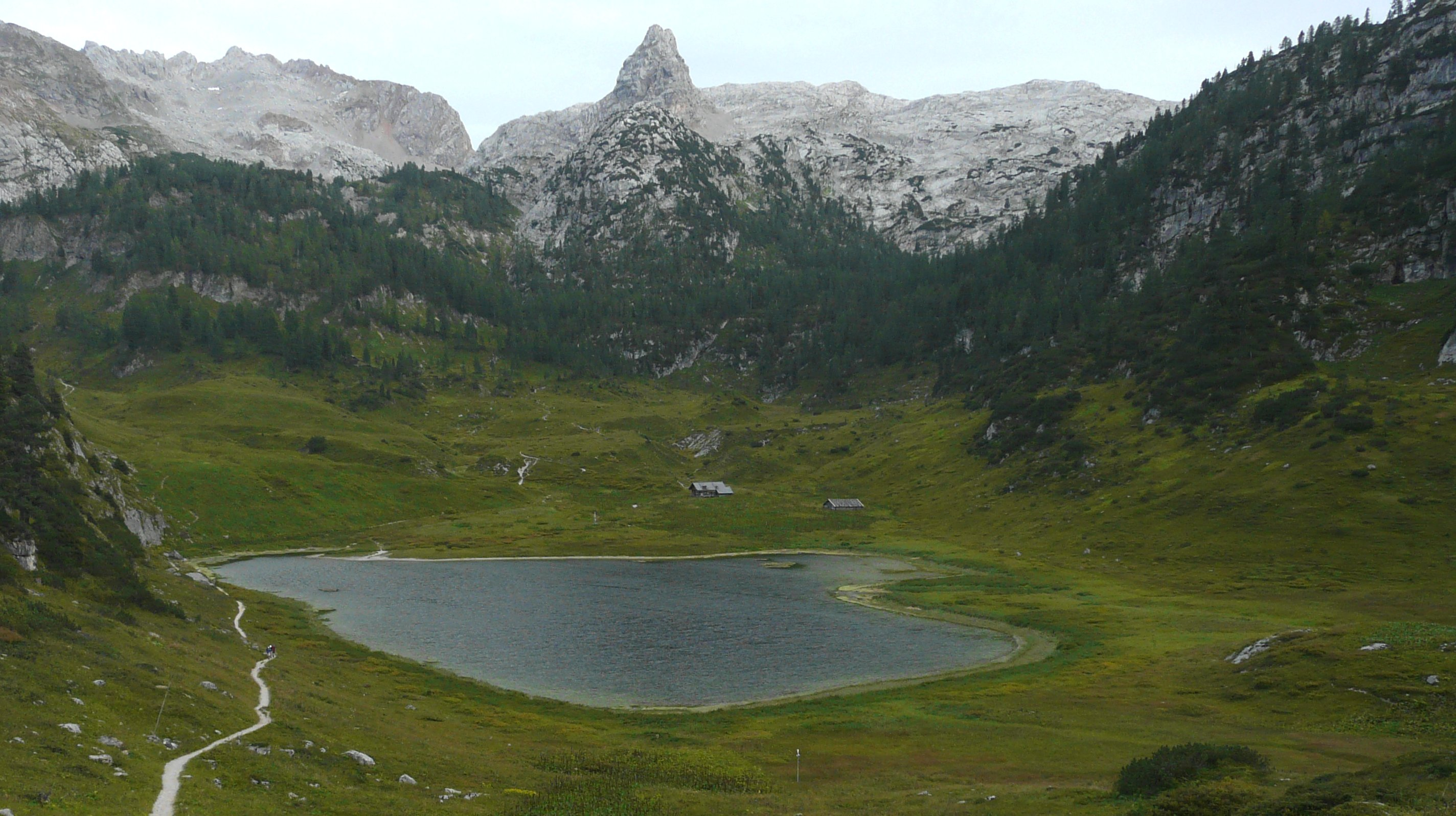
Egyszerű uvala; Fluntensee a Berchtesgadeni Alpokban

Az uvalák a karsztos vidékek nagy méretű, többnyire szabálytalan peremű, egymásba érő felszíni formái, amelyek két vagy több töbör egymásba növésével jönnek létre. Az uvala délszláv szó, a magyar földrajzi irodalomban gyakran töbörsor néven szerepel.
Az uvalák dolinákból alakulnak ki. A karsztosodási folyamat előrehaladtával az egymással szomszédos töbrök pereme egyre közelebb kerül egymáshoz, végül sor kerül a két dolina összeoldódására. Az uvalák lefolyástalan mélyedések. Sok esetben tölti ki belsejüket tó vagy mocsár, a vízzel nem borított uvalákban talajtakaró képződik, amely a környező karsztos felszíneknél változatosabb növényzetnek ad otthont. Az uvalák leggyakoribb megjelenési formája az ún. ikerdolina, amikor két dolina nő össze. A legnagyobb uvalák több, például egy karsztvölgy alján elhelyezkedő töbör összeolvadásával keletkeznek, ilyenkor akár igen hosszan elnyúló uvala is keletkezhet. Az így létrejött nagy méretű felszíni formát már a karsztos területeket jellemző vakvölgyek közé soroljuk. Az uvalák további növekedésével polje keletkezik.